# Peter Gallagher
Peter Killian Gallagher (Nova Iorque, 19 de agosto de 1955) é um ator norte-americano de ascendência irlandesa.
Ficou inicialmente conhecido pelo seu papel no filme Sex, Lies, and Videotape dirigido por Steven Soderbergh, e lançado em 1989. Entretanto, seu trabalho só ganhou notoriedade após interpretar o papel de pai de família Sandy Cohen, e advogado de defesa pública, na série de televisão da Warner The O.C.. Também trabalhou como apresentador de uma cerimônia de prêmios anual chamada "The Sandy Cohen Awards" ou The Sandys, que em homenagem ao seu personagem na série, onde oferece uma bolsa escolar na Universidade de Berkeley a um estudante que queira formar-se em Direito e tornar-se defensor público. Em 1999, apareceu no filme American Beauty.
Formou-se na Universidade Tufts, tendo sido um dos membros do grupo de canto da universidade, Tufts Beelzebubs. Gallagher lançou igualmente um álbum intitulado "7 Days in Memphis" em 2005, sob a chancela da Sony BMG. Em 2010, atuou na série de televisão Covert Affairs, como Arthur Campbell, marido de Joan Campbell (Kari Matchett) e diretor de uma das unidades da CIA. A partir de 2016, começou a atuar na segunda temporada da série Grace and Frankie, no papel de Nick Skolka, tendo permanecido até a sétima e última temporada. 
É casado com Paula Harwood desde 1983, e o casal tem dois filhos.

## Filmografia parcial
- The Idolmaker (1980)
- Summer Lovers (1982)
- Dreamchild (1985)
- Long Day's Journey Into Night (1987)
- High Spirits (1988)
- Sex, Lies, and Videotape (1989)
- The Player (1992)
- Malice (1993)
- The Hudsucker Proxy (1994)
- While You Were Sleeping (1995)
- Titanic (TV) (1996)
- To Gillian on her 37th Birthday (1996)
- The Man Who Knew Too Little (1997)
- Brotherhood of murder (1999)
- American Beauty (1999)
- House on Haunted Hill (1999)
- Center Stage (2000)
- Mr. Deeds (2002)
- The O.C. (2003)
- Meu novo Amor (2003)
- The Fool´s (2005)
- Californication (série) (2009)
- Adam (2009)
- Conviction (2010)
- Burlesque (2010)
- Covert Affairs (2010)
- Whitney (série de televisão) (2011)
- Step Up Revolution (2012)
- How I Met Your Mother (2012)
- After (2019)
- Zoey's Extraordinary Playlist (2020)